# Liste der Baudenkmäler in Munningen

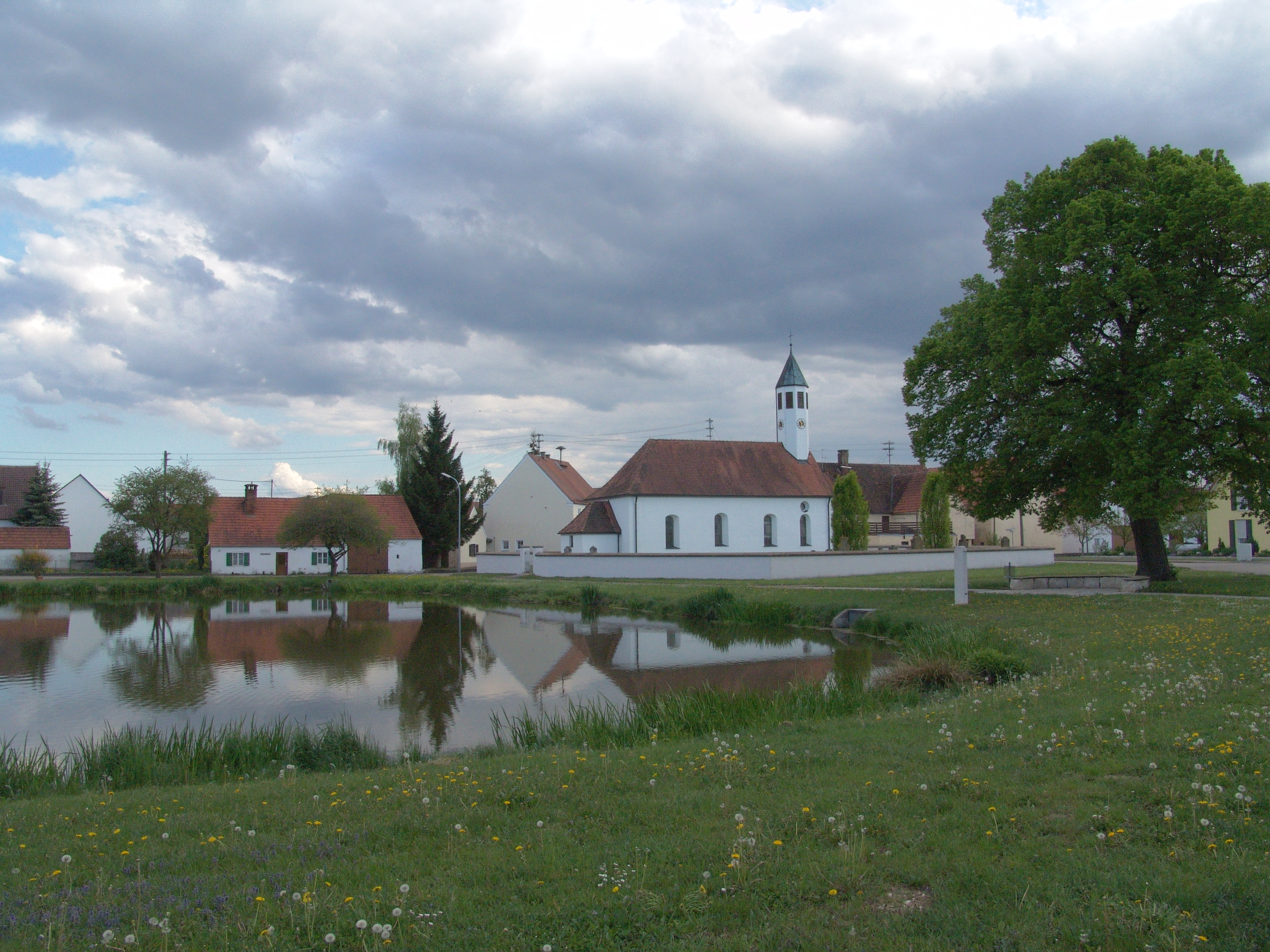
Blick auf Schwörsheim mit St. Leonhard

Auf dieser Seite sind die Baudenkmäler in der schwäbischen Gemeinde Munningen zusammengestellt. Diese Tabelle ist eine Teilliste der Liste der Baudenkmäler in Bayern. Grundlage ist die Bayerische Denkmalliste, die auf Basis des Bayerischen Denkmalschutzgesetzes vom 1. Oktober 1973 erstmals erstellt wurde und seither durch das Bayerische Landesamt für Denkmalpflege geführt wird. Die folgenden Angaben ersetzen nicht die rechtsverbindliche Auskunft der Denkmalschutzbehörde.

## Baudenkmäler nach Ortsteilen

### Munningen
| Lage                                                       | Objekt                                               | Beschreibung | Akten-Nr.    | Bild                   |
| ---------------------------------------------------------- | ---------------------------------------------------- | --- | ------------ | ---------------------- |
| Hauptstraße 19 (Standort)                                  | Wohnhaus                                             | zweigeschossiger Satteldachbau mit Schweifgiebel, aufgeputzter Eckrustika, Gurt- und Giebelgesimsen, Krangaube sowie reichem Fachwerk im Osten, im Kern Mitte 18. Jahrhundert | D-7-79-188-1 | Wohnhaus               |
| Hauptstraße 23 (Standort)                                  | Katholische Pfarrkirche St. Peter und Paul           | Saalbau mit nicht eingezogenem, dreiseitig geschlossenem Chor, stark nach Westen geneigtem Westturm mit angesetzten Strebepfeilern, Oktogon und Schweifhaube, Kerkernische im südlichen Turmwinkel und Sakristeianbau mit Fachwerk im Osten, Turmunterbau wohl Anfang 13. Jahrhundert, Turmoktogon und Kirche um 1770 (bezeichnet), Sakristeianbau wohl später, Turmstrebepfeiler Ende 20. Jahrhundert; mit Ausstattung | D-7-79-188-2 | weitere Bilder         |
| Hauptstraße 25 (Standort)                                  | Katholisches Pfarrhaus                               | zweigeschossiger Satteldachbau mit Ecklisenen und profiliertem Traufgesims, 18. Jahrhundert | D-7-79-188-3 | Katholisches Pfarrhaus |
| Hauptstraße 36 (Standort)                                  | Kleinbauernhaus                                      | erdgeschossiger Satteldachbau, im Kern 18. Jahrhundert | D-7-79-188-4 | Kleinbauernhaus        |
| Hauptstraße 52 (Standort)                                  | Evangelisch-lutherische Filialkirche, Friedenskirche | schlichter rechteckiger Saalbau mit Ostturm, 1757, Turmanbau 1998; mit Ausstattung | D-7-79-188-5 | weitere Bilder         |
| Bergfeld, nördlich an der Straße nach Oettingen (Standort) | Wegkapelle                                           | rechteckiges Gehäuse mit Satteldach und Stichbogenöffnung, 2. Hälfte 19. Jahrhundert | D-7-79-188-7 | Wegkapelle             |

### Faulenmühle
| Lage                     | Objekt                                                                                | Beschreibung | Akten-Nr.    | Bild                                                                                  |
| ------------------------ | ------------------------------------------------------------------------------------- | --- | ------------ | ------------------------------------------------------------------------------------- |
| Faulenmühle 1 (Standort) | Einzelhof, ehemalige Vierseitanlage und Gemeindemühle, Nebengebäude teils abgebrochen | Hauptgebäude, zweigeschossiger Satteldachbau mit Schweifgiebel, Aufzugsluken und Hausteinportal, 1801 (bezeichnet); Scheuer, erdgeschossiger Satteldachbau mit Schweifgiebeln und korbbogigen Toreinfahrten, 1790 (bezeichnet); Stall, erdgeschossiger Satteldachbau mit Schweifgiebel, um 1790, um Mitte 19. Jahrhundert nach Westen erweitert; Hoftor, mit stichbogiger Durchfahrt, um 1790; Nebengebäude, erdgeschossiger Satteldachbau mit profiliertem Trauf- und Giebelgesims, wohl 19. Jahrhundert | D-7-79-188-8 | Einzelhof, ehemalige Vierseitanlage und Gemeindemühle, Nebengebäude teils abgebrochen |

### Laub
| Lage                                                                    | Objekt                           | Beschreibung | Akten-Nr.     | Bild           |
| ----------------------------------------------------------------------- | -------------------------------- | --- | ------------- | -------------- |
| An der Rohrach (Standort)                                               | Kapelle                          | rechteckiger Satteldachbau und segmentbogiger Öffnung, wohl 20. Jahrhundert; anstelle eines Vorgängerbaus | D-7-79-188-19 | BW             |
| Dorfstraße (Standort)                                                   | Wegkapelle                       | kleiner Satteldachbau mit korbbogigem Schluss, Frontl mit Ecklisenen und Schweifgiebel mit Pyramidenaufsätzen, 2. Hälfte 18. Jahrhundert | D-7-79-188-20 | BW             |
| Dorfstraße 13 (Standort)                                                | Katholische Kirche St. Margareth | Chorturmkirche, einschiffiges Langhaus mit eingezogenem Rechteckchor im Turm mit Oktogon und Zeltdach, Westvorzeichen, ädikulagerahmten Portalen, Sakristeianbauten im Osten und nördlichen Turmwinkel, Außenbau gegliedert mit Ecklisenen, profiliertem Trauf- und Giebelgesims und aufgeputzten, geohrten Fensterrahmungen, Turmunterbau um 1400, 1711 Barockisierung und Errichtung des Turmoktogons sowie Sakristeianbau im Osten, Zeltdach wohl 19. Jahrhundert; mit Ausstattung | D-7-79-188-9  | weitere Bilder |
| Dorfstraße 24 (Standort)                                                | Katholisches Pfarrhaus           | zweigeschossiger Satteldachbau mit Aufzugsöffnungen, 17. /18. Jahrhundert; Einfriedung, 18. Jahrhundert; Schuppen, Satteldachbau, wohl noch 18. Jahrhundert | D-7-79-188-10 | BW             |
| Eichholzweg (Standort)                                                  | Wegkapelle                       | rechteckiger Satteldachbau mit halbrundem Schluss,Front mit Pilastergliederung und Volutengiebel, bezeichnet mit „1744“; mit Ausstattung | D-7-79-188-21 | BW             |
| Feldle, am Feldweg Richtung Megesheim (Standort)                        | Bildstock                        | Säule mit rechteckigem Gehäuse, Satteldach und Stichbogennische, im Kern 17. Jahrhundert, stark erneuert | D-7-79-188-12 | BW             |
| Kronberg, ca. 1300 m nordostwärts des Ortes (Standort)                  | Bildstock                        | Säule mit rechteckigem Gehäuse, Satteldach und Stichbogennische, im Kern 17. Jahrhundert, stark erneuert | D-7-79-188-14 | BW             |
| Mahdäcker, knapp 2 km ostwärts am Waldrand nördlich Amerbach (Standort) | Bildstock                        | Säule mit rechteckigem Gehäuse, Satteldach und Stichbogennische, im Kern 17. Jahrhundert, stark erneuert | D-7-79-188-13 | Bildstock      |
| Nähe Lüßwiesen (Standort)                                               | Wegkapelle                       | rechteckiges Gehäuse mit korbbogigem Eingang, Pilastergliederung, verkröpftem Gesims sowie profiliertem Giebelgesims, 1724; mit Ausstattung | D-7-79-188-11 | BW             |

### Schwörsheim
| Lage                        | Objekt                                      | Beschreibung | Akten-Nr.     | Bild           |
| --------------------------- | ------------------------------------------- | --- | ------------- | -------------- |
| Kirchstraße 1 (Standort)    | Evangelisch-lutherische Kirche St. Leonhard | Saalbau mit oktogonalem Dachreiter mit Spitzhelm über dem Westgiebel und Sakristeianbau im Osten, ehemals Kapelle Anfang 18. Jahrhundert, 2. Hälfte 18. Jahrhundert Verlängerung nach Westen, 20. Jahrhundert Sakristeianbau, Erneuerung des Dachreiters und Erweiterung nach Süden; mit Ausstattung; Kirchhofmauer, 18. Jahrhundert | D-7-79-188-15 | weitere Bilder |
| Raiffeisenstraße (Standort) |                                             | Kleiner Rechteckbau mit halbrunder Apsis und geschweiftem Vorschussgiebel, um 1740 | D-7-79-188-22 | BW             |

### Ziegelmühle
| Lage                                    | Objekt           | Beschreibung | Akten-Nr.              | Bild           |
| --------------------------------------- | ---------------- | --- | ---------------------- | -------------- |
| Ziegelmühle 1, 2 (Standort)             | Einzelhof, Mühle | Geschlossene, aus mehreren Gebäuden bestehende Hofanlage, 18. Jahrhundert; Hauptgebäude, zweigeschossiger Satteldachbau mit Schweifgiebel, Trauf- und Giebelgesimsen, 1. Hälfte 18. Jahrhundert; mit Ausstattung; Hofkapelle, halbrund geschlossenes Gehäuse mit Schweifgiebel, Trauf- und Giebelgesimsen, 1. Hälfte 19. Jahrhundert; mit Ausstattung; Ehemaliger Stall und Scheuer, jetzt Wohnhaus und Vereinsheim, erdgeschossiger Satteldachbau mit Schweifgiebeln auf winkligem Grundriss, 18. Jahrhundert; Ehemaliger Stall, erdgeschossiger Satteldachbau mit Krangaube, 18. Jahrhundert; Ummauerung mit Hoftoren, mit stichbogigen, in einem Fall gebauchter, Durchfahrten und stichbogiger Fußgängerpforte, jeweils mit gesprengtem Dreiecksgiebel und Zierknauf, 18. Jahrhundert; Backhaus, erdgeschossiger Pultdachbau, 2. Hälfte 19. Jahrhundert | D-7-79-188-17 Wikidata | weitere Bilder |
| Stöckicht, südlich der Mühle (Standort) | Feldkapelle      | bildstockartiges Gehäuse mit stichbogiger Nische und Satteldach, 19. Jahrhundert | D-7-79-188-18 Wikidata | Feldkapelle    |

## Ehemalige Baudenkmäler
In diesem Abschnitt sind Objekte aufgeführt, die früher einmal in der Denkmalliste eingetragen waren, jetzt aber nicht mehr. Objekte, die in anderem Zusammenhang – also z. B. als Teil eines Baudenkmals – weiter eingetragen sind, sollen hier nicht aufgeführt werden. Aktennummern in diesem Abschnitt sind ehemalige, jetzt nicht mehr gültige Aktennummern.

| Lage                                                             | Objekt      | Beschreibung                                                              | Akten-Nr.     | Bild |
| ---------------------------------------------------------------- | ----------- | ------------------------------------------------------------------------- | ------------- | ---- |
| Schwörsheim Am Munninger Feld, nordwestlich des Ortes (Standort) | Feldkapelle | rechteckiges, halbrund geschlossenes Gehäuse mit Vorraum, 19. Jahrhundert | D-7-79-188-16 | BW   |

## Abgegangene Baudenkmäler
In diesem Abschnitt sind Objekte aufgeführt, die früher einmal in der Denkmalliste eingetragen waren, jetzt aber nicht mehr existieren, z. B. weil sie abgebrochen wurden. Aktennummern in diesem Abschnitt sind ehemalige, jetzt nicht mehr gültige Aktennummern.

| Lage                                | Objekt          | Beschreibung                                                                | Akten-Nr.    | Bild            |
| ----------------------------------- | --------------- | --------------------------------------------------------------------------- | ------------ | --------------- |
| Munningen Hauptstraße 34 (Standort) | Kleinbauernhaus | eingeschossig, mit Rauputzquaderung und Giebelknauf, Anfang 19. Jahrhundert | D-7-79-188-4 | Kleinbauernhaus |